# Emilia Puig
Emilia Puig Amorós (Valencia) es una ingeniera agrónoma española. Fue la primera mujer en incorporarse como investigadora en el Centro de Investigación y Tecnología Agroalimentaria de Aragón (CITA), dentro de la Unidad de Economía Agroalimentaria desde 1967 a 1987.

## Trayectoria
Puig estudió Ingeniería agrónoma en la Escuela Técnica Superior de Ingenieros Agrónomos de Madrid donde se graduó en 1967. También se formó con diversos cursos de especialización en la Universidad Politécnica de Valencia y en la Organización para la Cooperación y el Desarrollo Económicos (OCDE). Tras nueve años de formación, se instaló en Aragón. Terminó sus estudios de ingeniería agrónoma en Madrid, especializándose en Economía Agraria. Desde enero de 1968, forma parte del Colegio Oficial de Ingenieros Agrónomos de Navarra, Aragón y País Vasco.
Firmó su primer contrato en la estación experimental Aula Dei, donde primero trabajó en el área de estadística y análisis, y después en marketing en el apartado de la fruta y la hortaliza. Tras 20 años trabajando allí, se trasladó a la Diputación General de Aragón. Dejó la investigación para atender a los cambios de legislación desde su cargo como Jefa del Servicio de Industrialización y Comercialización Agraria. Su último destino fue Diputación General de Aragón como Asesora Técnica de la Dirección General de Alimentación, del Departamento de Agricultura y Alimentación. Se jubiló en diciembre de 2005.

## Publicaciones (selección)
- 1977 – Estudio de precios y prácticas de comercialización de la manzana en el mercado de Zaragoza. Centro de Investigación y Desarrollo Agrario del Ebro. ISBN 978-84-500-2298-8.[4]

- 1983 – Comercialización asociativa de fruta en el nordeste de España. VVAA. Revista de Estudios Agrosociales, 125.[5]

- 1984 – Un ejemplo de adopción tecnológica: nuevas plantaciones de melocotonero. VVAA. Revista de Extensión Agraria, 06:136-140.[6]